# 佐藤義亮
佐藤 義亮（さとう よしすけ（ぎりょう）、1878年（明治11年）2月18日 - 1951年（昭和26年）8月18日）は、新潮社の創立者。雑誌「新潮」を発行した。哲学館（現在の東洋大学）を卒業。筆名に橘香、妖堂、浩堂など。 

## 来歴・人物
1878年（明治11年）に秋田県仙北郡角館町（現・仙北市）に佐藤為吉、とく夫妻の四男として生まれる。両親は荒物屋を営み、彼の幼名は儀助であった。父親の為吉は商人には珍しく読書好きな人物で、熱心な仏教徒だった。義亮は1883年（明治16年）小学校に入学、優等生で二段進級を許された年もあった。14歳で角館高等小学校を卒業すると奉公に出されることになっていたが、向学心に燃える義亮は進学の許しを父に幾度と無く請い、為吉は仕方なく官費の師範学校ならばと進学を許可した。師範学校は18歳でなければ入学できないので大曲の小学校長浅沼正毅の家に書生として住み込み、続いて秋田の積善学舎(神沢繁私塾)に入学した。月5円50銭の学費その他を父は賄えず、一部は姉の嫁ぎ先から支援してもらった。
日清戦争前夜のその頃、学問を志していた義亮は文学に夢中になり、博文館の投書雑誌『学生筆戦場』に投稿を繰り返した。同誌の投稿仲間には仙台の中学生だった吉野作造がいた。当時、高山樗牛ら赤門派（帝国大学関係）の新人作家や泉鏡花ら尾崎紅葉門下が文壇に登場し、百花繚乱の文学時代が現出しており、文学熱がますます高じた義亮は、1895年（明治28年）3月に積善学舎を辞め上京する。友人二人と秋田市から鉄道のある黒沢尻駅（現・北上駅）まで約150kmの雪道を歩き、東京行きの列車に飛び乗った。
上京した義亮は新聞配達、運送屋、荷車引きなどを経て、秀英舎（現・大日本印刷）の職工の仕事に就き、夜は勉学に励んだ。ある日、義亮の投稿文「文学小観」の載った雑誌『青年文』が工場の支配人の目にとまり、彼は校正係に抜擢される。『青年文』（1896年創刊、少年園）は投稿歓迎の月刊誌で、森鷗外らの文章とともに義亮の文章も掲載されたのだった。肉体労働から好きな文字や文章を扱う仕事に移り彼の心にはいつしか出版事業を行おうという夢が芽生えていった。出版業界を知るにつれ、文壇が赤門出と硯友社の二派に専有されており、この文閥以外の作家はなかなか世に出られないことを知り、自ら出版事業を興すことを決心する。
出版の資金を捻出するための耐乏生活で貯金をおこなったが、その様子を見かねた秀英舎印刷部長の妻である荻原雪が資金援助する。そうして1896年（明治29年）新声社を設立し、7月10日、作品投稿雑誌『新声』を創刊する。菊判41ページ、定価5銭。800部の印刷だったが完売した。同誌の3号からは「文界小観」という批評欄で硯友社派に対する批判を行い、尾崎紅葉の怒りを買い、紅葉は新声社員に会うことはなかったという。文閥打破を標榜し、前年に山縣五十雄が創刊した青年投稿誌『文庫』と並んで一時天下の呼び物となった。
1903年（明治36年）経営不振のため、『新声』を同人だった正岡芸陽に譲渡して身を引き、義弟（妻・龍子の弟）の中根駒十郎らの力をかりて1904年新たに新潮社を創立、文芸雑誌『新潮』を創刊。中村武羅夫ら編集者に人材を得て、同誌は明治末以降今日まで日本の代表的文芸雑誌とされている。社是に「良心に背く出版は殺されてもせぬ事」「どんな場合でも借金をしない事」「決して約束手形を書かぬ事」の3か条を掲げ、自然主義文学運動と結んで多くの文学作品や雑誌を出版、新潮文庫（1914年）,「世界文学全集」（1927年）などで文芸出版社としての地位を確立した。1922年（大正11年）より、同社の全出版物を角館図書館に寄贈し始める。1934年、富士印刷社長に就任(1946年退任)。
1935年（昭和10年）ごろ、PL教団の前身である「ひとのみち」教団に入信し、社員や取引先なども強制的に入信させた。娘の病気回復を願って一家で入信した義亮は、教団のパトロンでもあり、新潮社の雑誌『日の出』でも、三角寛ら「ひとのみち文士」と呼ばれる書き手を多く起用した。新潮社の名物編集者として知られた斎藤十一も同教団の信仰を通じて義亮の四男・哲夫と知り合い、義亮の孫・亮一の家庭教師となり、それが縁で新潮社へ入社した。

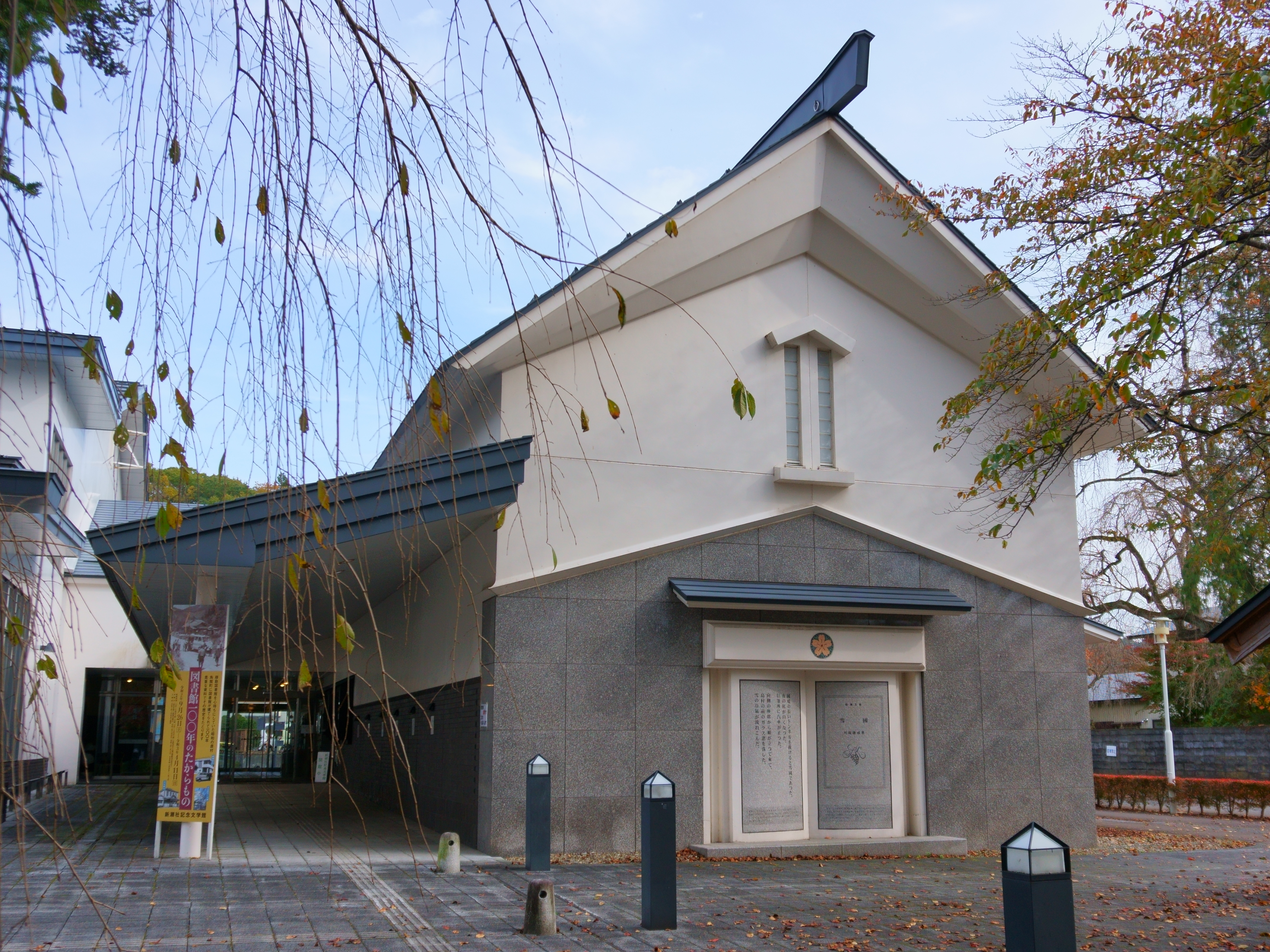
佐藤義亮の生地、角館に建設された新潮社記念文学館

戦後、公職追放となり、1951年（昭和26年）8月18日、73歳で死去。墓所は青山霊園(1イ5-22)。没後、1953年に角館町の有志からなる佐藤義亮先生顕彰会が銅像（朝倉文夫制作）を火除け地広場に建立。2000年には義亮の顕彰を目的に「新潮社記念文学館」が仙北市の公共文化施設として建設された。

## 家族
- 佐藤義夫（長男・新潮社第2代代表取締役社長）
- 佐藤俊夫（次男・新潮社第3代代表取締役社長）
- 佐藤哲夫（四男、新潮社取締役、「新潮」編集長）
- 佐藤亮一（義夫の息子・新潮社第4代代表取締役社長）
- 佐藤俊一（俊夫の息子・新潮社相談役）
- 佐藤隆信（亮一の息子・新潮社第5代代表取締役社長）

## 関連書
- 栗田確也編『出版人の遺文 新潮社 佐藤義亮』栗田書店 1968年
- 佐藤義亮『生きる力―新潮社創業者の今も、将来にも通じる処世訓話』 広瀬書院 2014年

## 関連人物
- 斎藤十一（孫・亮一の家庭教師）